# Ingo Winkelmann
Ingo Winkelmann (* 8. April 1958 in Villingen; † 30. Oktober 2020 in Berlin) war ein deutscher Diplomat. Seit 2018 war er im Referat „Zentralamerika, Karibik, Mexiko“ des Auswärtigen Amtes beschäftigt.

## Leben
Nach dem Studium der Rechtswissenschaften und Volkswirtschaftslehre an den Universitäten von Freiburg im Breisgau und Genf (1977 bis 1982) und anschließender Tätigkeit als Rechtsreferendar erfolgte 1988 die Promotion zum Dr. jur. (Universität Freiburg im Breisgau).
Nach dem Eintritt in den Auswärtigen Dienst (1988) folgten Auslandsstationen an den Auslandsvertretungen in Damaskus (1990 bis 1991), New York (1995 bis 1998) und Sarajevo (1998 bis 2001). Zwischenzeitlich war Winkelmann Mitarbeiter in der Wirtschaftsabteilung, der Rechtsabteilung sowie der Abteilung für Globale Fragen und die Vereinten Nationen (VN) des Auswärtigen Amtes in Bonn bzw. Berlin. Ab 2002 stellvertretender Leiter des Grundsatzreferats Vereinte Nationen (GF01) im Auswärtigen Amt Berlin. Seine Arbeitsschwerpunkte dort waren unter anderem. die Reform des Sicherheitsrats, Allgemeine Fragen des Sicherheitsrats, Irak sowie Süd- und Lateinamerika im VN-Sicherheitsrat, Kandidaturen zum VN-Sicherheitsrat, sowie übergreifende Themen der deutschen Mitgliedschaft in den Vereinten Nationen. Daneben übte Winkelmann bis Sommer 2005 zudem eine Lehrtätigkeit an der Humboldt-Universität zu Berlin aus.
2005 wurde Winkelmann als Botschafter der Bundesrepublik Deutschland in Angola berufen und blieb dort bis 2007.
Nach einem Posten als Leiter des Referats für Antarktis und besondere Völkerrechtsgebiete in der Rechtsabteilung des Auswärtigen Amtes trat er 2011 den Posten des Leiters des Wirtschaftsreferats und Ständigen Vertreters des Botschafters an der deutschen Botschaft in Bangkok an.
Von 2014 bis 2018 war er Botschafter der Bundesrepublik Deutschland in der Republik Costa Rica. Seit 2018 war er als Referatsleiter im Range eines Vortragenden Legationsrats Erster Klasse im Referat „Zentralamerika, Karibik, Mexiko“ des Auswärtigen Amtes tätig.

## Veröffentlichungen zum Staats-, Völker- und Europarecht
- Lexikon der Vereinten Nationen (Mitautor). Abgerufen am 11. November 2019.
- Bosnien-Herzegowina im Horizont Europas. Demokratische und föderale Elemente der Staatswerdung in Südosteuropa. Berlin 2003 (Mitherausgeber), ISBN 978-3428110681
- ABC der Vereinten Nationen. Berlin 2003 (Broschüre des AA, Redaktion)
- Verhandeln für den Frieden - Negotiating for Peace. Beiträge zum ausländischen öffentlichen Recht und Völkerrecht, Band 162. Berlin 2003 (Mitherausgeber), ISBN 978-3540400738